# Nate Silver
Pour les articles homonymes, voir Silver.
Nathaniel Read Silver dit Nate Silver, né le 13 janvier 1978 à East Lansing dans le Michigan, est un statisticien, sabermétricien et écrivain américain spécialisé dans les calculs statistiques des résultats de la Ligue majeure de baseball et des élections. Il est le fondateur du site FiveThirtyEight.

## Biographie
Silver est tout d'abord connu pour avoir développé le système PECOTA visant à prévoir les résultats et les possibles évolutions de carrière des joueurs de la Ligue majeure de baseball, système qu'il vend à la société Baseball Prospectus et qu'il dirige pour elle de 2003 à 2009.
En 2007, sous le pseudonyme de « Poblano », Silver commence à publier des analyses et des prévisions sur l'élection présidentielle américaine de 2008. À l'origine, ses travaux sont publiés sur le blog politique Daily Kos. En mars 2008, Silver crée son propre site web, FiveThirtyEight.com et à l'été 2008, après avoir révélé sa véritable identité à ses lecteurs, il commence à se faire connaître dans les médias et sur Internet comme analyste de la politique et des élections.
La justesse de ses prévisions lors de l'élection présidentielle américaine de novembre 2008 (il prédit correctement le vainqueur dans 49 des 50 États) lui vaut une plus grande attention du public. Le seul État sur lequel il se trompe est l'Indiana, qui vote Barack Obama à un point d'écart. Il prédit aussi correctement les résultats des 35 élections sénatoriales de cette année-là.
En avril 2009, il est désigné comme une des cent personnes les plus influentes dans le monde par le Time Magazine.
En 2010, le New York Times décide d'héberger le blog FiveThirtyEight, renommé Nate Silver's Political Calculus, le blog apparaît pour la première fois dans le journal du 25 août 2010. En 2012, l'International Academy of Digital Arts and Sciences décerne à FiveThirtyEight le Webby Award du « meilleur blog politique ».
Le livre de Silver The Signal and the Noise, publié en septembre 2012 entre à l'époque dans la liste des meilleures ventes du New York Times dans la catégorie ouvrage non romanesque, et est choisi par le site web Amazon.com comme meilleur livre non romanesque de 2012.
Durant la campagne présidentielle de 2012 entre Barack Obama et Mitt Romney, Silver prédit précisément les résultats des 50 États américains et du district de Columbia. Les prédictions de Silver sur les élections sénatoriales américaines de 2012 sont correctes dans 31 des 33 États ; il prédit en effet à tort une victoire républicaine dans le Dakota du Nord et dans le Montana.
Durant la campagne présidentielle de 2016, Silver donne pour Hillary Clinton une chance de gagner de 71,4 % contre Donald Trump. Ce dernier remporte finalement l'élection. Silver donne de mauvaises prédictions sur les résultats dans cinq États américains : la Floride, le Michigan, la Pennsylvanie, la Caroline du Nord et le Wisconsin donnés gagnants pour Clinton.

## Publications
- 2012 :  The Signal and the Noise: Why So Many Predictions Fail — but Some Don't, Penguin Press HC